# Mártir de Chinameca
Mártir de Chinameca är en ort i Mexiko.   Den ligger i kommunen Atlixco och delstaten Puebla, i den sydöstra delen av landet, 90 km sydost om huvudstaden Mexico City. Mártir de Chinameca ligger 1 927 meter över havet och antalet invånare är 219.
Terrängen runt Mártir de Chinameca är kuperad åt nordväst, men åt sydost är den platt. Runt Mártir de Chinameca är det tätbefolkat, med 459 invånare per kvadratkilometer. Närmaste större samhälle är Atlixco, 4,9 km öster om Mártir de Chinameca. Omgivningarna runt Mártir de Chinameca är en mosaik av jordbruksmark och naturlig växtlighet.